# Emppu Vuorinen

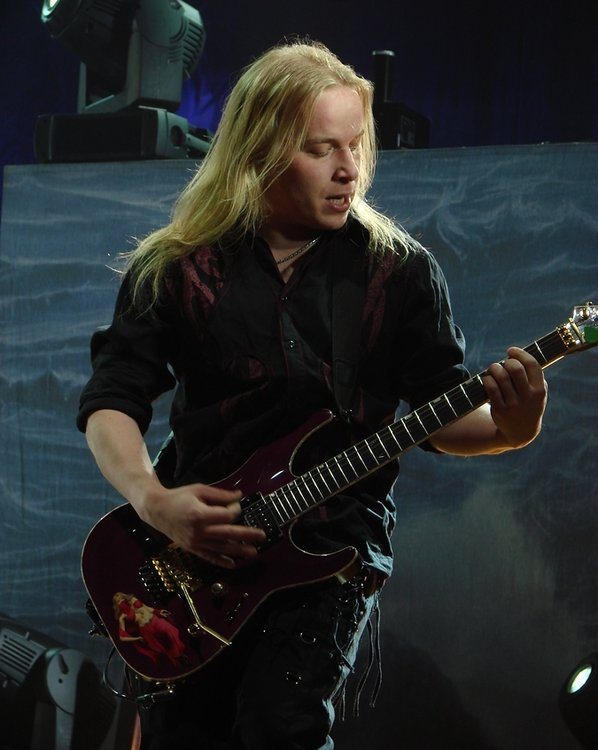

Erno „Emppu” Vuorinen (Kitee, Finnország, 1978. június 24. –) finn zenész. A finn szimfonikus metálegyüttes, a Nightwish szólógitárosa. 

## Pályafutása
12 évesen kezdett el magántanulóként gitározni, majd csatlakozott a Nightwish-hez annak megalakulásakor, és az Altariához (2000-től 2005-ig).
Egy iskolába járt a Nightwish dobosával, Jukkával, aki később került a bandába mint ő.

## Felszerelése
A Century Child albumig Washburn gitárokat használt, majd ezután váltott ESP és LTD gitárokra.

## Diszkográfia
Nightwish
- Angels Fall First – 1997 (also bass guitar)
- Oceanborn – 1998
- Wishmaster – 2000
- Over the Hills and Far Away EP – 2001
- Century Child – 2002
- Once – 2004
- Dark Passion Play – 2007
- Imaginaerum – 2011
- Endless Forms Most Beautiful – 2015
- Human. :II: Nature. – 2020

Darkwoods My Betrothed
- Witch-Hunts – 1998

Altaria
- Invitation – 2003

Almah
- Almah – 2006

Brother Firetribe
- False Metal – 2006
- Heart Full of Fire – 2008
- Diamond In The Firepit – 2014
- Sunbound – 2017